# 山野火绒草
山野火绒草（学名：Leontopodium campestre）是菊科火绒草属的植物。分布在俄罗斯、蒙古以及中国大陆的新疆等地，生长于海拔1,400米至3,000米的地区，一般生于河谷阶地沙地、石砾地、干旱草原、干燥坡地及湿润的林间草地，目前尚未由人工引种栽培。